# Suisse Cycle Messenger Championships
Die Suisse Cycle Messenger Championships (kurz SuiCMC) sind die Schweizer Fahrradkurier-Meisterschaften. 

## Disziplinen
Fahrradkurier-Meisterschaften kennen unterschiedliche Disziplinen:
- Main race: ein dem Kurieralltag nachempfundener Postenlaufwettbewerb, bei dem Sendungen zwischen einzelnen Posten transportiert werden müssen. Da die Reihenfolge der Aufträge offen ist, spielt die Fahrtaktik eine entscheidende Rolle.
- Sprint: Kurzstreckenrennen auf gerader Strecke, es geht nur um die Reaktionsfähigkeit und Geschwindigkeit
- Skid: Geschicklichkeitswettbewerb, der mit Bahnrädern (bzw. Fahrräder ohne Freilauf) ausgetragen wird. Ziel ist, möglichst weit mit blockiertem Hinterrad über den Asphalt zu schlittern. Nach einer kurzen Beschleunigungsstrecke wird das Hinterrad über die Pedale blockiert und das Gewicht möglichst auf das Vorderrad gelegt, um den Widerstand des Hinterrades so klein wie möglich zu halten.
- Trackstand: Geschicklichkeitswettbewerb, bei dem es um das Halten des Gleichgewichts auf einem Bahnrad geht.

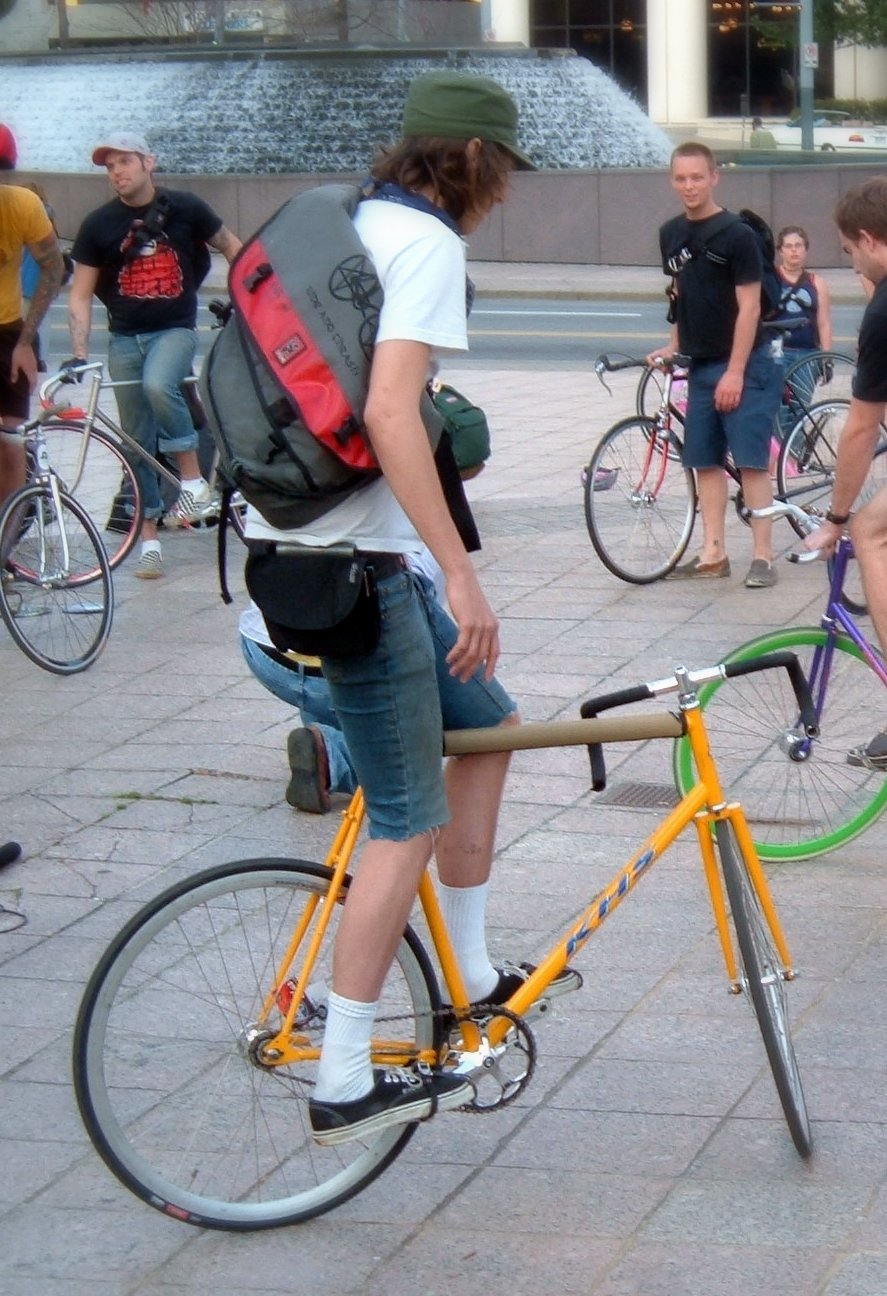
Track stand: Balancieren auf einem Bahnrad
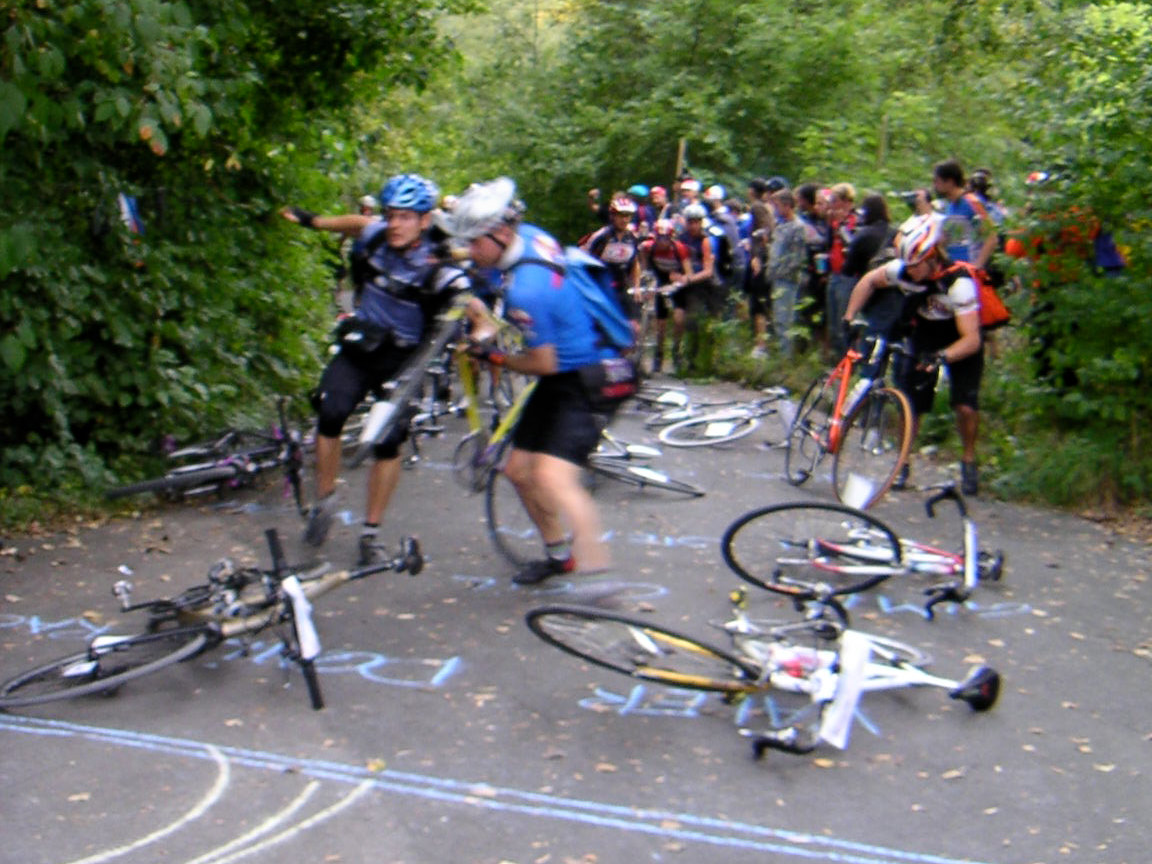
Start zu einem Rennen an der SuiCMC 2004 in Bern

## Geschichte

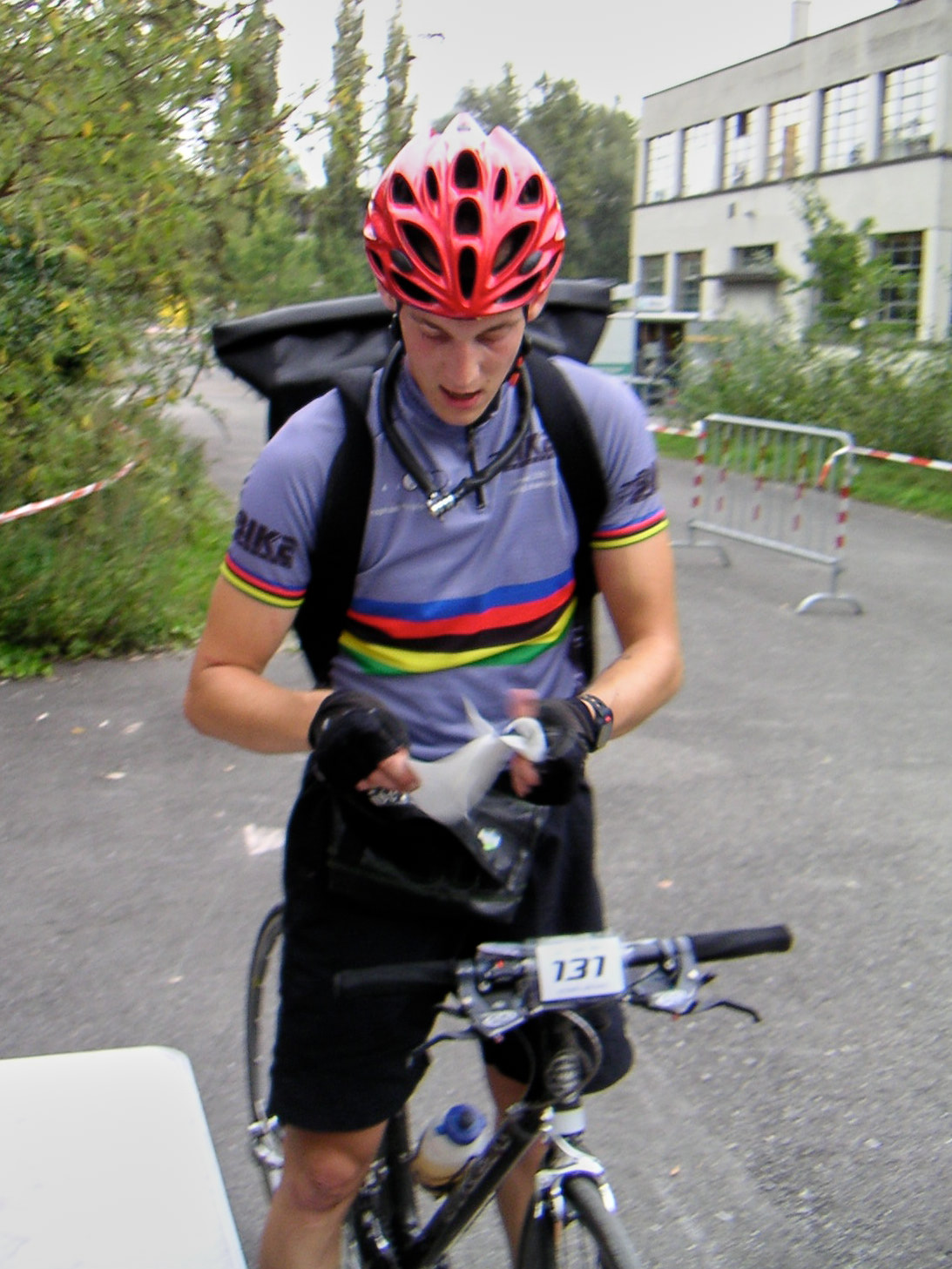
Raphael Faiss, mehrfacher Schweizer Meister und Weltmeister 2003, 2004 und 2006 an der SuiCMC 2004 in Bern

Das allererste Kurierrennen von überregionaler Bedeutung wurde 1993 in Basel in Form eines Alleycat-Rennens durchgeführt. Zwischen 1995 und 1999 gab es unter dem Namen „Rat Race“ inoffizielle Schweizer Kuriermeisterschaften mit jeweils unterschiedlichen Modi, nämlich Alleycat-Rennen, Langstreckenrennen (1998: Genf-Luzern), Teamwettbewerb oder Postenlauffahrten, die den heutigen Kuriermeisterschaften ähnelten. 1999 fand die Weltmeisterschaft (CMWC) in Zürich statt. Ab 2000 wurden die SuiCMC institutionalisiert. Es wurde der Verein SuiCMC gegründet, der in den folgenden Jahren für Rennreglemente und die Durchführung der Meisterschaften verantwortlich zeichnete. Ab 2006 schlief dieser Verein etwas ein, bis heute sind die Meisterschaften aber durch die konzeptuelle Arbeit des Vereins SuiCMC geprägt. Für die Durchführung der Meisterschaften zeichnen jeweils lokale Organisationen, üblicherweise in Zusammenarbeit mit den ansässigen Kurierunternehmen, verantwortlich.
Bisherige Austragungsorte waren:
2000: Basel, 2001: Zürich, 2002: Genf, 2003: Luzern, 2004: Bern, 2005: Genf, 2006: Zürich, 2007: Lausanne, 2008: Luzern, 2009: Basel, 2010 nicht ausgetragen, 2011: Zürich, 2012: Biel, 2013: Freiburg im Breisgau (kombinierte Meisterschaften Schweiz, Deutschland und Österreich), 2014: Nyon, 2015 St. Gallen (kombinierte Meisterschaften Schweiz und Deutschland), 2016 Vevey, 2017 Winterthur, 2019 Zürich, 2021 Lausanne, 2022 Luzern.
2013 fanden sowohl die Europameisterschaft (ECMC, in Bern) und die Weltmeisterschaft (CMWC, in Lausanne) in der Schweiz statt. Vor diesem Hintergrund wurde darauf verzichtet, eine eigene SuiCMC zu organisieren. Stattdessen kam es in Freiburg im Breisgau in Deutschland unter dem Titel TriCMC zu einer kombinierten Meisterschaft für Deutschland, Österreich und der Schweiz. 2018 wurde die SuiCMC in Lugano als gemeinsamer Anlass mit den italienischen Kuriermeisterschaften durchgeführt.